# Andrej Rajšp
Andrej Rajšp (* 26. Juli 1992) ist ein ehemaliger slowenischer Straßenradrennfahrer.

## Sportlicher Werdegang
Andrej Rajšp wurde 2010 in Ptuj slowenischer Meister im Straßenrennen der Juniorenklasse. Von 2011 bis 2014 fuhr er für das slowenische UCI Continental Team Radenska. Zählbare Erfolge gelangen ihm während dieser Zeit nicht. 2012 kam er mehrfach unter die Top 10, so als Achter bei der ZLM Tour, als Siebter beim Central European Tour Budapest Grand Prix und als Fünfter beim Grand Prix Královéhradeckého Kraje. Außerdem gewann er das nationale Eintagesrennen Po Ulicah Kranja. 2013 wurde er Sechster der Umag Trophy, 2014 Fünfter der Poreč Trophy.
Nach der Saison 2014 beendete Rajšp im Alter von 22 Jahren seine Karriere als Radrennfahrer.

## Erfolge
2010
- Slowenischer Meister – Straßenrennen (Junioren)